# 瓜拉皮蘭加水庫

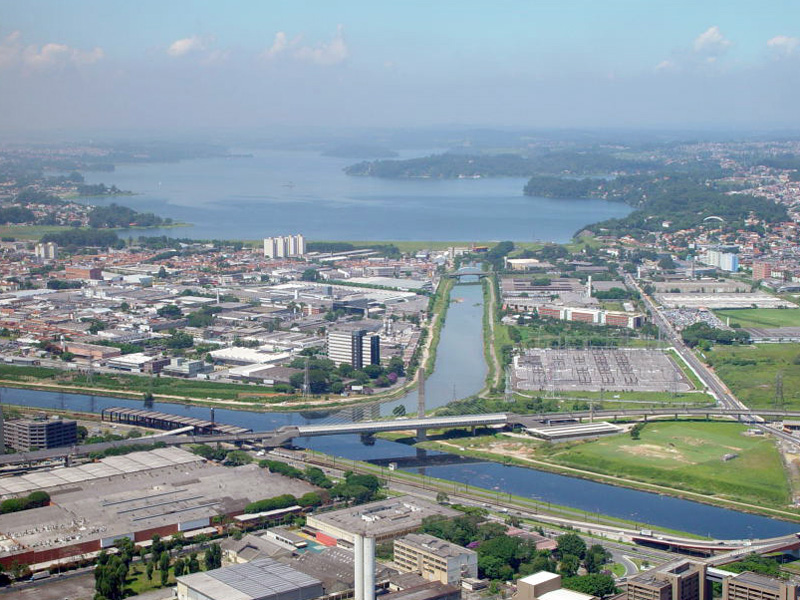

瓜拉皮蘭加水庫是巴西的水庫，位於首府聖保羅南部，由聖保羅州負責管轄，始建於1906年，面積26.6平方公里，集水區面積631平方公里，蓄水量1.71億立方米。

## 外部連結
- （葡萄牙文） Page of EMAE about reservoirs （页面存档备份，存于）
- （葡萄牙文） Site of Sabesp （页面存档备份，存于）
- （葡萄牙文） Guarapiranga

23°40′17″S 46°43′39″W / 23.67139°S 46.72750°W